# 南庄郵便局
24°35′58″N 120°59′58″E / 24.59957°N 120.99956°E

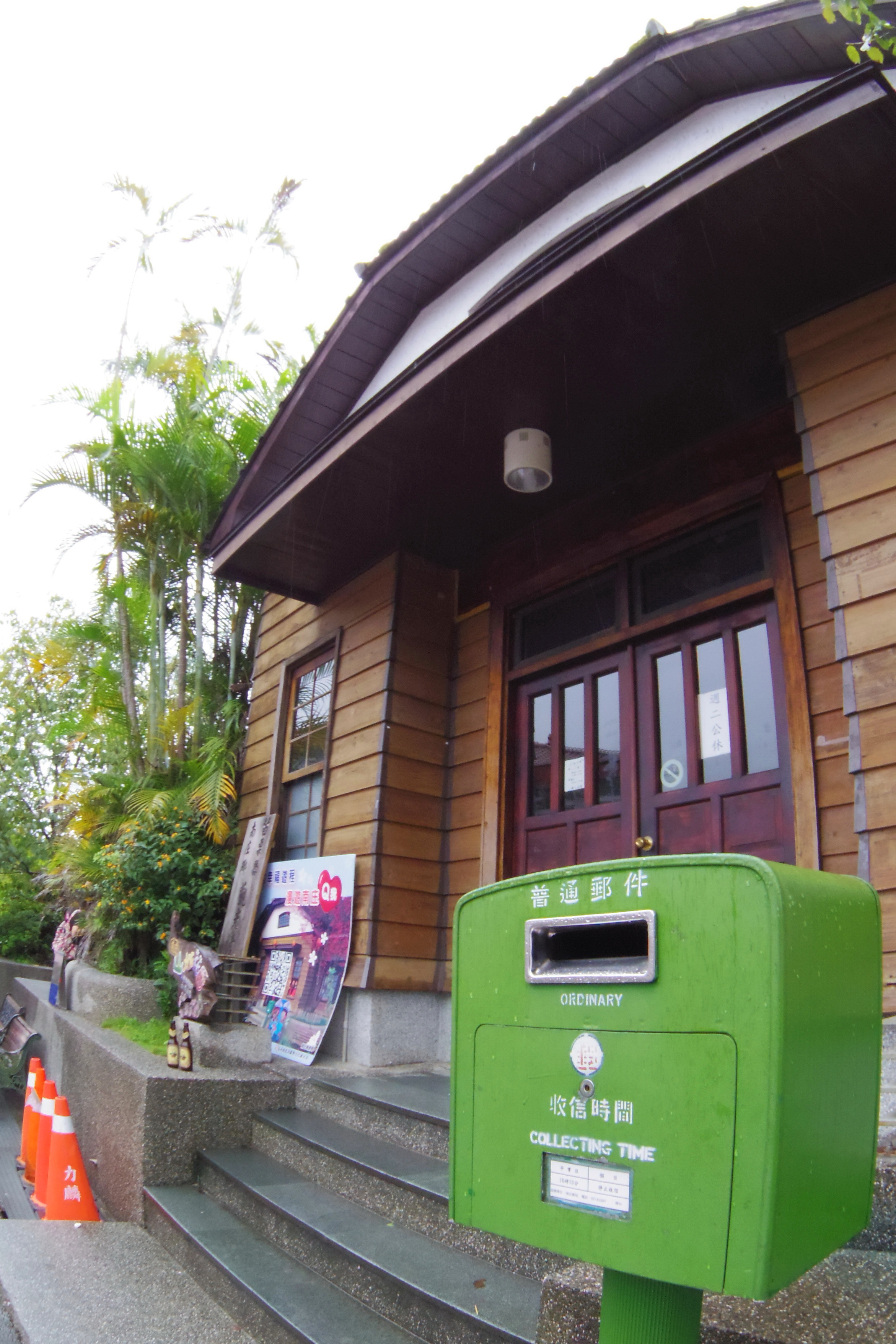
南庄郵便局

南庄郵便局位於臺灣苗栗縣南鄉，為苗栗縣歷史建築十景之一，於2003年10月23日公告為苗栗縣歷史建築。後方原有局長宿舍，因損壞嚴重，僅保留基座供後人認識日式建築的基礎配置。
南庄郵便局創設於臺灣日治時期的明治三十三年（1900年），為三等郵便局，正式全名是南庄郵便電信局；但原有建築在昭和十年（1935年）毀於地震，之後重建現存廳舍建築。

## 沿革
南庄郵便局設立之前，該地區屬於新竹郵電局的服務範圍，因當地設有撫墾署、憲兵屯所，且為樟腦產地，地方上有大量通信需求而向上級申請設置郵便收取所，後於明治三十一年（1898年）奉准設立，而南庄郵便收取所最初是借用南庄興業公司家屋來辦公。明治三十三年（1900年），改設南庄郵便電信局。二次大戰後因郵電合辦，於民國三十五年（1946年）改稱南庄郵電局，三年後郵電分辦，又改為南庄郵局、電信局，但電信局仍位於建物內直至民國七十二年（1983年）才搬離，郵局則使用到民國八十七年（1996年）7月時才改遷至新大樓。
2003年10月23日，苗栗縣政府公告登錄南庄郵便局為苗栗縣歷史建築。該建築公告為歷史建築後進行整修，於2005年完工。